# Microhydromys
Microhydromys ist eine Nagetiergattung aus der Gruppe der Altweltmäuse (Murinae). Die Gattung umfasst zwei Arten.
Es sind sehr kleine Vertreter der Altweltmäuse, sie erreichen eine Kopfrumpflänge von 8 bis 11 Zentimetern, wozu noch ein 8 bis 10 Zentimeter langer Schwanz kommt. Ihr Gewicht beträgt 9 bis 12 Gramm. Das Fell dieser Tiere ist am Rücken braun bis schwarzgrau gefärbt, der Bauch ist etwas heller. Die Schnauze ist kurz, der erste obere Molar ist auffallend verlängert.
Beide Arten leben in Neuguinea, ihr Lebensraum sind hügelige Wälder. Sie kommen dabei in etwas geringeren Höhen vor als andere, nahe verwandte Altweltmäuse in Neuguinea. Sie sind vorwiegend Bodenbewohner und ernähren sich von Insekten.
Es werden zwei Arten unterschieden:
- Microhydromys richardsoni bewohnt das nördliche Neuguinea. Das Fell dieser Art ist eher dunkelgrau gefärbt, die Schwanzspitze ist weiß.
- Microhydromys argenteus wurde 2010 beschrieben[1] und ist nur von drei Fundorten im südlichen Neuguinea bekannt.

Früher wurde auch Pseudohydromys musseri (Flannery, 1989) zur Gattung Microhydromys gezählt, jedoch wieder in die Gattung Pseudohydromys gestellt.
Über den Gefährdungsgrad dieser Tiere ist wenig bekannt, beide Arten werden von der IUCN unter „zu wenig Daten vorhanden“ (data deficient) gelistet.
Systematisch werden die Tiere als nahe Verwandte der Schwimmratten (Hydromys) in die Hydromys-Gruppe eingeordnet.
Der wissenschaftliche Gattungsname ist aus dem altgriechischen Wort micros (winzig) und dem Gattungsnamen der Schwimmratten zusammengesetzt.